# Grabowo, Condado de Stargard
Grabowo [ɡraˈbɔvɔ] (antiguamente Buchholz en alemán)  es un pueblo ubicado en el distrito administrativo de Gmina Stargard, dentro del Condado de Stargard, Voivodato de Pomerania Occidental, en el norte de Polonia occidental. Se encuentra aproximadamente a 7 kilómetros al noreste de Stargard y a 34 kilómetros al este de la capital regional Szczecin.
Antes de 1945 el área fue parte de Alemania. El pueblo tiene una población de 329 habitantes.